# Gunneby
Gunneby är en småort i Stenkyrka socken i Tjörns kommun i Västra Götalands län.